# Campionati del mondo di ciclismo su strada 2002 - Cronometro femminile Elite
La cronometro femminile Elite dei Campionati del mondo di ciclismo su strada 2002 fu corsa il 9 ottobre 2002 in Belgio, nei dintorni di Heusden-Zolder, su un percorso totale di 23,2 km. L'oro andò alla russa Zul'fija Zabirova, che vinse la gara con il tempo di 30'02"62 alla media di 46,33 km, l'argento alla svizzera Nicole Brändli e il bronzo all'altra svizzera Karin Thürig.

## Classifica (Top 10)
| Pos. | Corridore            | Squadra     | Tempo    |
| ---- | -------------------- | ----------- | -------- |
| 1    | Zul'fija Zabirova    | Russia      | 30'02"62 |
| 2    | Nicole Brändli       | Svizzera    | a 14"70  |
| 3    | Karin Thürig         | Svizzera    | a 15"65  |
| 4    | Joane Somarriba      | Spagna      | a 15"68  |
| 5    | Sara Carrigan        | Australia   | a 20"39  |
| 6    | Ol'ga Sljusareva     | Russia      | a 32"66  |
| 7    | Jeannie Longo        | Francia     | a 42"18  |
| 8    | Rasa Polikevičiūtė   | Lituania    | a 44"85  |
| 9    | Judith Arndt         | Germania    | a 48"35  |
| 10   | Leontien van Moorsel | Paesi Bassi | a 51"26  |